# Médiathèque départementale du Nord
Pour les articles homonymes, voir MDN.
La Médiathèque départementale du Nord (MdN), service culturel du conseil général du Nord, est la bibliothèque départementale de prêt (BDP) du département du Nord.

## Présentation
Elle se répartit en quatre sites sur l’ensemble du territoire départemental : Hellemmes-Lille pour le secteur de Lille-Douai, Bailleul pour la Flandre, Le Quesnoy pour l’Avesnois-Valenciennois et Caudry pour le Cambrésis. 
La MdN représente un fonds de plus de 660 000 documents (livres, DVD, CD, partitions, etc.) prêté aux 335 bibliothèques qu’elle dessert (communes de moins de 10 000 habitants et structures intercommunales intégrant des communes de moins de 15 000 habitants ayant signé la convention de partenariat avec le Département). Le plus couramment, les bibliothèques-partenaires empruntent ces documents lors des passages du bibliobus de la MdN dans la commune, à raison de deux fois par an. Les bibliothèques disposant d’un espace musique ou cinéma bénéficient également du passage du médiabus contenant DVD, CD et partitions. Les modes d’accompagnement diffèrent quelque peu avec les structures intercommunales fonctionnant en réseau (prêt global apporté à la bibliothèque tête de réseau, prêts sur place dans les locaux de la MdN, etc.). Ces prêts enrichissent l’offre documentaire propre des communes et permettent d’élargir le choix du public
. La MdN entretient aussi des partenariats avec d’autres établissements publics tels que les collèges, les P.M.I. (Protection maternelle et infantile) ou les associations qui œuvrent au développement de la lecture.